# Heba (Etrurien)

Etrurien in augusteischer Zeit mit Heba am unteren Bildrand

Heba war eine römische Kolonie in Etrurien. Die Siedlung wurde im 3. oder 2. Jahrhundert v. Chr. angelegt und lag auf einem Hügel südöstlich von Magliano in Toscana in der Provinz Grosseto.
Die Bezeichnung des Orts als Heba ist durch eine Inschrift auf einem vorgefundenen Cippus aus Travertin gesichert, der in Magliano aufbewahrt wird. Die Inschrift, die zwischen der zweiten Hälfte des 1. und dem Beginn des 2. Jahrhunderts n. Chr. datiert werden kann, ist dem Genius der Kolonie Heba gewidmet. Claudius Ptolemäus erwähnt Heba in seinem Atlas Geographike Hyphegesis, bezeichnet ihn auf Griechisch als ηβα und verortet die Kolonie zwischen Vulci und Saturnia. Plinius nennt in seiner Enzyklopädie Naturalis historia den Ort Herba. Da die Gemeinde noch im 2. Jahrhundert n. Chr. den Titel Colonia trug, waren hier offenbar römische Bürger angesiedelt worden.
Luftbildaufnahmen von Heba zeigen den für eine römische Stadt typischen orthogonalen Stadtgrundriss mit Cardo und Decumanus. Man erkennt in der Nähe des Kreuzungspunkts von Cardo und Decumanus ein Forum und westlich des Forums einige öffentliche Gebäude. Ein Wohngebiet mit Privathäusern konnte ebenfalls auf den Luftbildern entdeckt werden. Bisher wurden nur einige Überreste von Mauerstrukturen und architektonischen Elementen freigelegt. Zu den epigraphischen Funden gehört die so genannte Tabula Hebana, eine Bronzetafel, die derzeit im Archäologischen Museum von Grosseto aufbewahrt wird. Die Inschrift enthält Bestimmungen für Trauerfeiern zum Gedenken an Germanicus und Neuregelungen für das Wahlverfahren von Prätoren und Konsuln.
In der Nähe von Heba befand sich eine etruskische Nekropole aus dem 7. und 6. Jahrhundert v. Chr. Daher kann man davon ausgehen, dass es eine etruskische Vorgängersiedlung gab, die wahrscheinlich Hepa genannt wurde. Von großer Bedeutung für das Verständnis der etruskischen Sprache ist die vor Ort entdeckte Bleiplatte von Magliano mit einer Inschrift in etruskischer Schrift.